# Life’s Been Good
Life’s Been Good – piosenka z 1978 roku napisana i nagrana przez amerykańskiego muzyka Joego Walsha. Tekst piosenki traktuje o dekadencji rockowej gwiazdy.
Po raz pierwszy została wydana na ścieżce dźwiękowej do filmu FM (1978). Oryginalna 8-minutowa wersja wydana została na jego albumie But Seriously, Folks… (1978). Skrócona, trwająca cztery i pół minuty, wersja została wydana na singlu, który dotarł do pozycji 12. na głównej amerykańskiej liście przebojów „Billboard” Hot 100. Utwór jest największym solowym przebojem w dyskografii Walsha.

## Tekst
W warstwie lirycznej utworu „Life’s Been Good” zawarta jest historia niszczycielskich i zarazem zgubnych ekscesów gwiazd rocka z lat 70. XX wieku. Autor ujął te wydarzenia w słowach: I live in hotels / Tear out the walls / I have accountants pay for it all (tłum. żyję w hotelach / rozwalam ściany / mam księgowych płacących za to wszystko). Walsh zawarł też w tekście wątek o samochodzie Maserati 5000 GT z 1964 roku, którego był wówczas właścicielem: My Maserati does one-eighty-five / I lost my license, now I don’t drive (tłum. moje Maserati wyciąga 185 / straciłem prawo jazdy, teraz nie prowadzę).
W 1979 roku redakcja książki The Rolling Stone Album Guide nazwała tę piosenkę: „zbuntowaną” (riotous) i „(prawdopodobnie) najważniejszym oświadczeniem bycia gwiazdą rocka, które ktokolwiek dał pod koniec lat 70.”.

## Utwór w popkulturze

### Sampling
W 2013 roku wydany został album Eminema The Marshall Mathers LP 2, na którym znalazła się piosenka „So Far…”, która samplowała utwór „Life’s Been Good”.

### Film
W 2001 roku odbyła się premiera amerykańskiego filmu komediowego Jay i Cichy Bob kontratakują (reż. Kevin Smith), w którym (na początku) w tle pojawił się utwór „Life’s Been Good”. W amerykańskim filmie biograficznym Jobs z 2013 roku, opowiadającym historię współzałożyciela przedsiębiorstwa informatycznego Apple, Steve’a Jobsa, pojawiła się ta piosenka (choć utwór został użyty jako tło do akcji fabuły rozgrywającej się w 1976 roku).

## Listy przebojów
| Kraj | Lista                          | Pozycja | Źr.    |
| ---- | ------------------------------ | ------- | ------ |
| IE   | Top 100 Singles                | 13      | [ 12 ] |
| CA   | „RPM” Top Singles              | 11      | [ 13 ] |
| NZ   | Top 40 Singles                 | 32      | [ 14 ] |
| GB   | Official Singles Chart Top 100 | 14      | [ 15 ] |
| US   | „Billboard” Hot 100            | 12      | [ 4 ]  |

| Kraj | Lista                          | Pozycja | Źr.    |
| ---- | ------------------------------ | ------- | ------ |
| CA   | „RPM” Top 200 Singles          | 92      | [ 16 ] |
| US   | „Billboard” Hot 100            | 87      | [ 17 ] |
| US   | „Cash Box” Top 100 Pop Singles | 72      | [ 18 ] |